# Georges Friedel
Pour les articles homonymes, voir Friedel et Famille Friedel.
Georges Friedel, né à Mulhouse le 19 juillet 1865 et mort à Strasbourg le 11 décembre 1933, est un physicien et minéralogiste français.

## Biographie
Fils du chimiste Charles Friedel, il grandit dans un milieu scientifique qui le marque profondément. Il est un des premiers élèves de l'École alsacienne dont son père est cofondateur dès 1874. À sa sortie de l'École polytechnique (X1885), il fréquente l'École des mines de Paris et les cours de François Ernest Mallard. 
En 1893, il devient professeur à l'École nationale supérieure des mines de Saint-Étienne, à laquelle il s'attache et dont il devient le directeur de 1907 à 1919. Il ne consent à la quitter que pour enseigner, après la Première Guerre mondiale, à l'université de Strasbourg, renouant ainsi avec le berceau alsacien de sa famille. La maladie l'oblige à une retraite prématurée en 1930.
Georges Friedel épousa Hélène Berger-Levrault, héritière d'une société d'imprimerie et d'édition. Il dut de ce fait assumer la charge de président de la société Berger-Levrault pendant 21 ans. Ils eurent quatre filles et deux fils dont Edmond Friedel (1895-1972), qui fut directeur de l’École des mines de Paris, et par celui-ci un petit-fils, Jacques Friedel, qui poursuit la tradition scientifique de la famille. Par leur deuxième fille Marguerite, deux autres petits-fils, Jean Crussard et Charles Crussard, firent de même.

## Décorations
- Officier de la Légion d'honneur (1921)

## Œuvres
L'activité scientifique de Friedel fut essentiellement minéralogique et cristallographique. Après Mallard, son maître, il adopta la théorie de Auguste Bravais et démontra la réalité physique de la loi qui porte son nom. Il a rassemblé ses travaux dans Les Groupements cristallins (1904) et dans ses Études sur la loi de Bravais (1907). Parallèlement, il entreprit l'étude générale des macles. Le troisième volet important de son œuvre, concernant les cristaux liquides, est intitulé Les États mésomorphes de la matière (1922). Georges Friedel refusait le terme « cristaux liquides », il préférait « stases mésomorphes » ; mais le terme original est resté.
« Je désignerais sous ce nom (les états mésomorphes de la matière) les états particuliers que présentent les corps signalés par Lehmann à partir de 1889 sous le nom de cristaux liquides ou fluides cristallins. Sur la foi de ces dénominations, très malheureuses mais sans cesse répétées depuis trente ans, beaucoup de gens s'imaginent que les corps si curieux sur lesquels Lehmann a eu le grand mérite d'attirer l'attention, mais qu'il a eu tort de mal nommer, ne sont autre chose que des substances cristallisées, différant simplement de celles qui étaient antérieurement connues par leur degré plus ou moins grand de la fluidité. En fait, il s'agit de tout autre chose d'infiniment plus intéressant que ne seraient de simples cristaux plus ou moins fluides. »
Avec sa fille Marie, latiniste et helléniste, il est à l'origine de la dénomination de leurs sous-classes : cholestérique, nématique, smectique :
« J'appellerai smectiques les formes, corps, phases, etc. du premier type (une partie des Fliessende Kr., Schleimig flüssige Kr. de Lehmann : liquides à coniques), parce que les savons, dans les conditions ordinaires de température, sont de ce groupe, et que les oléates de potassium, en particulier, ont été les premiers corps de ce genre signalés. J'appellerai nématiques les formes, phases, etc. du second type (Flüssige Kr., Tropfbar flüssige Kr. de Lehmann : liquides à fils) à cause de discontinuités linéaires, contournées comme des fils, qui sont leurs caractères saillants. »

## Pour approfondir